# 黎秀芳
黎秀芳（1917年—2007年7月9日），女，湖南湘潭人，中国护理专家、护理教育家。1997年第36届弗罗伦斯·南丁格尔奖获得者。